# Muricopsis annobonensis
Muricopsis (Muricopsis) annobonensis é uma espécie de gastrópode  da família Muricidae. É endémica da ilha de Ano-Bom.